# Il magico mondo di Gigì
Il magico mondo di Gigì (魔法のプリンセスミンキーモモ?, Mahō no purinsesu Minkī Momo, lett. "La principessa della magia Minky Momo") è un anime mahō shōjo, liberamente ispirato alla fiaba di Momotarō, prodotto da Ashi Productions e trasmesso in Giappone su TV Tokyo tra il marzo 1982 e il maggio 1983. 
Tra l'ottobre 1991 e il dicembre 1992 lo stesso studio ha realizzato una seconda serie intitolata Tanto tempo fa… Gigì (魔法のプリンセスミンキーモモ 夢を抱きしめて?, Mahō no purinsesu Minkī Momo: Yume wo dakishimete, lett. "La principessa della magia Minky Momo: Abbraccia il sogno"). L'opera gode anche di quattro OAV, distribuiti tra il 1985 e 1994.
Tra i fan, per distinguerle, la Gigì della prima serie è nota come Sora Momo (空モモ? lett. "Momo del cielo"), mentre la seconda come Umi Momo (海モモ? lett. "Momo del mare").

## Trama

### Prima serie
La protagonista della serie è una ragazza di 12 anni che si chiama Gigì (Minky Momo nella versione originale giapponese). Lei è la principessa del regno di Fenarinarsa, il regno della fantasia, che viene inviata sulla Terra con la missione di far tornare a sognare gli esseri umani e di riavvicinare così il suo mondo a quello terrestre dopo che i due mondi si erano completamente staccati e allontanati l'uno dall'altro. Gigì si trasferisce quindi sulla Terra dove assume i panni della figlia di una coppia di veterinari (i quali sotto ipnosi la credono loro figlia), accompagnata dai suoi amici Bonki, Coco e Yum Yum, rispettivamente un cane, una scimmietta e un canarino (Shindobuk, Motcha e Pipil nella versione originale). Per compiere la sua missione Gigì deve riuscire a far brillare le 12 gemme della corona del padre, e per farlo dovrà compiere delle buone azioni (ogni quattro buone azioni si accende una gemma) aiutandosi anche con i suoi poteri magici racchiusi nel gioiello di famiglia che porta al collo. Così quando incontra qualcuno in difficoltà, grazie ai suoi poteri si trasforma in un'adulta esperta nel campo in questione e lo aiuta a risolvere i suoi problemi.
La storia subisce un brusco cambiamento dall'episodio 45, in cui Gigì perde il ciondolo magico, accidentalmente distrutto in una sparatoria. Nell'episodio seguente Gigì muore in un incidente stradale, travolta da un camioncino. Dopo la morte, Gigì appare nuovamente ai suoi genitori naturali e chiede loro di potersi reincarnare nella figlia neonata naturale della stessa famiglia terrestre che l'aveva adottata. Dopo due episodi riassuntivi che raccolgono le migliori avventure della ormai defunta Gigì, la serie prosegue con il Re di Fenarinarsa che trova nel lago vicino al suo castello delle strane pietre, simili a dei diamanti. Notando che queste pietre sembrano fatte apposta per il foro centrale della sua corona magica, in mezzo alle dodici gemme, prova ad incastonarvi una di queste, e la pietra proietta una specie di "filmato" in cui appare Gigì all'età che aveva prima di morire. Il re e la regina grazie al filmato che la pietra proietta riescono a vedere inedite avventure di questa "nuova" Gigì, che a loro appare straordinariamente simile alla precedente, ma anche in qualche modo diversa. Si domandano spesso come è possibile che loro riescano a vedere già la loro figlia all'età di 12 anni visto che è passato poco tempo dalla sua morte e rinascita in forma di ragazza umana, e ogni volta che inseriscono una di queste pietre nella corona, il re e la regina la osservano alle prese con avventure sempre più irrealistiche per il mondo in cui lei vive, e ogni volta si meravigliano dei poteri che questa ora possiede, molto più potenti ed efficaci di quanto lo fossero prima. Nella prima di queste nuove avventure inoltre, Gigì trova un nuovo amico, il draghetto rosa Kajira, apparentemente un personaggio secondario: non fa altro che divorare tutto ciò che gli sta intorno e ripetere ossessivamente il proprio nome. Man mano che il tempo passa le avventure di Gigì diventano sempre più complicate, e nell'ultimo episodio tutto diventa molto più terrificante, e solo allora il Re e la Regina scoprono l'origine delle gemme: queste sono le lacrime della Gigì neonata rinata terrestre (che quindi non è mai cresciuta e tornata una ragazza di 12 anni come pensavano loro), che sono volate fino al mondo della fantasia, solidificandosi e trasformandosi in pietre. Ma la neonata è inquieta: un'entità malvagia è penetrata nei suoi sogni, trasformandoli in incubi per convincerla ad abbandonare la sua missione, che lei continua ugualmente nel suo mondo onirico, dove può essere chi vuole, una ragazza di 12 anni o una ragazza adulta. Allora Kajira si trasforma in un ragazzo e rivela a Gigì la sua vera natura: è uno spirito buono, inviato nel suo mondo onirico per proteggerla. Insieme riescono a sconfiggere il male, e la piccola Gigì ritorna serena, certa che un giorno il mondo della fantasia tornerà sulla Terra.

### Seconda serie
La seconda serie ha inizio 10 anni più tardi la morte e la rinascita di Gigì sotto forma umana. In questa serie si viene a scoprire che il Regno della Fantasia in realtà era diviso in diverse colonie, e il regno da cui proveniva la principessa Gigì conosciuta nella prima serie era Cielo Incantato, mentre ora la missione di riportare i sogni agli umani viene intrapresa dalla principessa di Mare Incantato, che viene ribattezzata anch'essa con il nome Gigì dal re e la regina di questo regno, che decidono di inviare la loro figlia sulla Terra su richiesta del re di Cielo Incantato, dato che Mare Incantato era l'unica colonia a non essersi troppo allontanata dalla Terra, restando inabissata nelle profondità dei suoi oceani. Gigì oltre a condividere il nome e l'aspetto con la principessa di Cielo incantato, è anch'essa accompagnata da tre assistenti, Demostene, Cico e Flic (di aspetto diverso dai precedenti Bonky, Coco e Yum-Yum). La ragazza appena arrivata sulla Terra trova ospitalità in una famiglia che non può avere figli, una coppia che dirige un albergo e che contemporaneamente svolge diversi lavori (il padre è un archeologo, la madre una scrittrice).
La nuova Gigì proprio come la vecchia si trasformerà in adulta per risolvere alcuni problemi che le si presenteranno, ma a dire il vero non ha mai una missione vera e propria, infatti in un episodio parlando con i suoi tre amici ammetterà che più che altro sono venuti sulla Terra per divertirsi, tuttavia la situazione cambierà nell'episodio 36 quando per via di un'invasione militare sarà costretta a lasciare il parco dove vive con i genitori, unico posto al mondo che le permette di avere quanta più energia magica possibile grazie alla sua grande concentrazione di sogni. Da questo momento Gigì andrà ad abitare in un nuovo parco, che con sua grande sorpresa scoprirà essere un altro importante centro ricco di sogni, in più grazie a dei nuovi poteri che le creature magiche volate nello spazio dopo la scomparsa della sua precedente abitazione per via della guerra (principio contrario ai sogni) le avevano donato ora avrà molto più potere e potrà realizzare i sogni in diversi modi, e ogni volta che un sogno viene realizzato si illumina il suo medaglione. Oltre a incontrare diversi bizzarri personaggi (come Rendo il cacciatore di fate, e la dottoressa Irene, interessata a congelare tutto ciò che per lei la scienza non può spiegare), stringerà amicizia con Brenda, una simpatica maghetta che comparirà in diverse sue avventure e conoscerà la vecchia Gigì, ora cresciuta e diventata una bambina di 10 anni senza poteri, che non ricorda più nulla del Regno della Fantasia e della missione che intraprese per riportare i sogni agli uomini. La missione della nuova Gigì purtroppo alla fine della storia rimarrà incompiuta, infatti gli uomini si dimostrano troppo ostili ai sogni e questo costringe tutte le creature di Mare Incantato e delle altre colonie del Regno della fantasia a lasciare la Terra per non rischiare di sparire per sempre.
Gigì dopo vari dubbi deciderà di rimanere sulla Terra, poiché grazie al sogno dei suoi genitori terrestri di avere una figlia, ma anche grazie ai sogni di tutti i bambini che credono in lei, (a cominciare dall'altra Gigì che la convince a rimanere) potrà continuare a vivere. Insieme a lei resteranno anche Demostene, Cico e Flic ai quali si aggiungerà la sua amica maghetta Brenda. A differenza della vecchia Gigì dunque la nuova non dimenticherà il regno della fantasia, anzi la sua speranza sarà quella di poter continuare a far vivere i sogni senza poteri magici, con la convinzione che forse un giorno gli uomini torneranno a sognare e che le creature del regno della fantasia torneranno a vivere sulla Terra.

## Personaggi e doppiatori

### Prima serie
| Personaggi                      | Voce giapponese | Voce italiana                                             |
| ------------------------------- | --------------- | --------------------------------------------------------- |
| Minky Momo (Gigì)               | Mami Koyama     | Paola Del Bosco (ep. 1-52) Donatella Fanfani (ep. 53-63)  |
| Shindobuk (Bonki)               | Isamu Tanonaka  | Stefano Carraro (ep. 1-52) Mario Scarabelli (ep. 53-63)   |
| Motcha (Cocò)                   | Reiko Kitō      | Stefano Dondi                                             |
| Pipil (Yum Yum)                 | Yūko Mita       | Eva Ricca (ep. 1-52) Roberta Gallina Laurenti (ep. 53-63) |
| Padre terrestre di Gigì (Robin) | Rokurō Naya     | Stefano Carraro (ep. 1-52) Giacomo Zito (ep. 53-63)       |
| Madre terrestre di Gigì (Daisy) | Mika Doi        | Eva Ricca (ep. 1-52) Lisa Mazzotti (ep. 53-63)            |
| Re Robin                        | Hiroshi Masuoka | Stefano Carraro (ep. 1-52) Diego Sabre (ep. 53-63)        |
| Regina                          | Emiko Tsukada   | Eva Ricca (ep. 1-52) Graziella Porta (ep. 53-63)          |
| Daisy                           |                 | Eva Ricca (ep. 1-52)                                      |
| Kajira                          | Shigeru Chiba   | Antonio Paiola (ep. 53-63)                                |

### Seconda serie
| Personaggi              | Voce giapponese    | Voce italiana       |
| ----------------------- | ------------------ | ------------------- |
| Minky Momo (Gigì)       | Megumi Hayashibara | Donatella Fanfani   |
| Kukku Bukku (Demostene) | Toshiharu Sakurai  | Pietro Ubaldi       |
| Chaamo (Cico)           | Mari Mashiba       | Dania Cericola      |
| Rupipi (Flic)           | Chisa Yokoyama     | Monica Bonetto      |
| Re                      | Ken'ichi Ogata     | Antonello Governale |
| Regina                  | Mari Yokoo         | Angela Cicorella    |
| Madre terrestre di Gigì | Misa Watanabe      | Elisabetta Cesone   |
| Padre terrestre di Gigì | Masashi Ebara      | Giorgio Melazzi     |

## Anime
L'anime, prodotto da Ashi Productions, è composto da due serie: la prima di 63 episodi è andata in onda su TV Tokyo dal 18 marzo 1982 al 26 maggio 1983, la seconda di 62 episodi su NTV dal 2 ottobre 1991 al 23 dicembre 1992; tre episodi vengono aggiunti alla seconda serie con la pubblicazione dell'home video. Si è vociferata l'ipotesi di una terza, in occasione del 30º anniversario dell'opera in concomitanza col musical, ma non è mai stata realizzata.
Dal 1984 la prima serie fu distribuita a livello internazionale dalla Harmony Gold, in un'edizione che si interrompeva all'episodio 52. In Italia questa versione esordì in anteprima su Rete 4 (all'epoca non ancora parte del gruppo Fininvest) dal 21 novembre 1983 col titolo Il magico mondo di Gigì, su distribuzione della società Polivision Film. In seguito fino al 1989 la serie fu replicata diverse volte su varie emittenti locali e circuiti (tra le quali Euro TV, TivuItalia e Junior TV) e perfino su Telecapodistria, su distribuzione Top TV; infine fu acquistata nei primi anni novanta da Mediaset, che nelle successive repliche su Italia 1 cambiò il titolo in Benvenuta Gigì e aggiunse anche gli ultimi undici episodi fino ad allora rimasti inediti, acquistati direttamente dal Giappone. La seconda serie, invece, è andata in onda su Italia 1 dal 5 giugno al 9 agosto 1995 col titolo Tanto tempo fa… Gigì.
La versione italiana non presenta gravi censure ma cambia tutti i nomi originali dei personaggi, e in alcune repliche della Mediaset viene parzialmente tagliata la scena della trasformazione della protagonista in adulta perché per alcuni secondi ella compare nuda.

### Episodi
| Nº                             | Titolo italiano Giapponese 「Kanji」 - Rōmaji - Traduzione letterale                                                        | In onda           | In onda          |
| Nº                             | Titolo italiano Giapponese 「Kanji」 - Rōmaji - Traduzione letterale                                                        | Giapponese        | Italiano         |
| Prima serie (63 episodi)       | |                   |                  |
| 1                              | La principessa Gigì 「ラブラブ・ミンキーモモ」 - Raburabu Minkī Momo – "Lovelove Minky Momo"                                | 18 marzo 1982     | 21 novembre 1983 |
| 2                              | La magia degli occhiali 「メガネでチャームアップ」 - Megane de chāmuappu – "Incantare con gli occhiali"                     | 25 marzo 1982     |                  |
| 3                              | Super riders 「走れスーパーライダー」 - Hashire sūpāraidā – "Correte super riders"                                          | 1º aprile 1982    |                  |
| 4                              | L'uccellino azzurro 「青い鳥をみた少年」 - Aoi tori wo mita shōnen – "Il ragazzo che ha visto l'uccellino blu"              | 8 aprile 1982     |                  |
| 5                              | Il principe cattivo 「ワルガキ王子大混戦」 - Warugaki ōji daikonsen – "La grande battaglia del cattivo principe marmocchio" | 15 aprile 1982    |                  |
| 6                              | Il campo da tennis 「テニスコートに赤いバラ」 - Tenisukōto ni akai bara – "Rose rosse sul campo da tennis"                  | 22 aprile 1982    |                  |
| 7                              | Ti piace l'usignolo 「ナイチンゲールはお好き」 - Naichingēru wa o suki – "Mi piace l'usignolo"                              | 29 aprile 1982    |                  |
| 8                              | Una lettera d'amore 「婦人警官ってつらいのネ」 - Fujin keikan tte tsurai no ne                                              | 6 maggio 1982     |                  |
| 9                              | Festival musicale 「森の音楽家」 - Mori no ongakusai                                                                        | 13 maggio 1982    |                  |
| 10                             | Il grande inseguimento 「ハイウエイ大追跡」 - Haiuei daitsuiseki                                                            | 20 maggio 1982    |                  |
| 11                             | La principessa gattina 「恋の美容師よ小猫ちゃん」 - Koi no biyōshi yo Koneko-chan                                           | 27 maggio 1982    |                  |
| 12                             | Una gatta che scotta 「怪盗ルピン大反撃」 - Kaitō Rupin dai hangeki                                                         | 3 giugno 1982     |                  |
| 13                             | La partita 「魔術師と１１人の少年」 - Majutsushi to 11-nin no shōnen                                                        | 10 giugno 1982    |                  |
| 14                             | Il corridore 「ゴールはいただき激走レーサー」 - Gōru wa itadaki gekisō rēsā                                                 | 17 giugno 1982    |                  |
| 15                             | Il trenino 「暴走列車が止まらない」 - Bōsō ressha ga tomaranai                                                              | 24 giugno 1982    |                  |
| 16                             | Avventura nel west 「荒野のミンキーモモ」 - Kōya no Minkī Momo                                                              | 1º luglio 1982    |                  |
| 17                             | Il misterioso rapimento 「おばけ屋敷でラブアタック」 - Obake yashiki de rabu atakku                                         | 8 luglio 1982     |                  |
| 18                             | Il tesoro segreto nell'isola tropicale 「南の島の秘宝」 - Minami no shima no hihō                                           | 15 luglio 1982    |                  |
| 19                             | L'innamorato timido 「機械じかけのフェナリナーサ」 - Kikai jikake no Fenarināsa                                             | 22 luglio 1982    |                  |
| 20                             | La regina della giungla 「密林の王者」 - Mitsurin no ōja                                                                    | 29 luglio 1982    |                  |
| 21                             | Gigì in pericolo 「００モモ危険いっぱい」 - 00 Momo kiken ippai                                                             | 5 agosto 1982     |                  |
| 22                             | 0-Gigì-7 「００モモは勝利の暗号」 - 00 Momo wa shōri no angō                                                                | 12 agosto 1982    |                  |
| 23                             | Il re caduto 「ころがりこんだ王様」 - Korogarikonda ōsama                                                                   | 19 agosto 1982    |                  |
| 24                             | L'unicorno abbandonato 「さすらいのユニコーン」 - Sasurai no yunikon                                                        | 26 agosto 1982    |                  |
| 25                             | Anche le ragazze giocano a baseball 「がんばれミラクルズ」 - Ganbare mirakuruzu                                             | 2 settembre 1982  |                  |
| 26                             | il mostro del lago 「妖魔が森の花嫁」 - Yōma ga mori no hanayome                                                            | 9 settembre 1982  |                  |
| 27                             | Il vascello pirata e il triangolo maledetto 「魔のトライアングル」 - Ma no toraianguru                                      | 16 settembre 1982 |                  |
| 28                             | Le uova dell'uccello crestato 「激走タマゴレース」 - Gekisō tamagoresu                                                      | 23 settembre 1982 |                  |
| 29                             | Tony e l'UFO 「ＵＦＯがやって来た」 - UFO ga yattekita                                                                      | 30 settembre 1982 |                  |
| 30                             | La navetta spaziale 「ふるさと行きの宇宙船」 - Furusato iki no uchūsen                                                      | 7 ottobre 1982    |                  |
| 31                             | La leggenda dell'isola del sud 「よみがえった伝説」 - Yomigaetta densetsu                                                   | 14 ottobre 1982   |                  |
| 32                             | La famiglia dei mostri 「大きすぎた訪問者」 - Ōki sugita hōmonsha                                                           | 21 ottobre 1982   |                  |
| 33                             | La donna androide 「アンドロイドの恋」 - Andoroido no koi                                                                   | 28 ottobre 1982   |                  |
| 34                             | La principessa del mondo sotterraneo 「地底の底のプリンセス」 - Chitei no soko no purinsesu                                 | 4 novembre 1982   |                  |
| 35                             | Un diamante da sogno 「夢見るダイヤモンド」 - Yumemiru daiyamondo                                                           | 11 novembre 1982  |                  |
| 36                             | Una magnifica eredità 「大いなる遺産」 - Ōinaru isan                                                                        | 18 novembre 1982  |                  |
| 37                             | La cosa preferita da papà 「愛の空中ブランコ」 - Ai no kūchū buranko                                                        | 25 novembre 1982  |                  |
| 38                             | La neve misteriosa 「雪のめぐり逢い」 - Yuki no meguri ai                                                                   | 2 dicembre 1982   |                  |
| 39                             | Passaggio di potere 「突撃ミンキーママ」 - Totsugeki Minki mama                                                             | 9 dicembre 1982   |                  |
| 40                             | Un sogno lungo un giorno 「夢の戦士」 - Yume no senshi                                                                      | 16 dicembre 1982  |                  |
| 41                             | Lettera a Babbo Natale 「お願いサンタクロース」 - O negai Santa Kurosu                                                      | 23 dicembre 1982  |                  |
| 42                             | Il grande equivoco 「間違いだらけの大作戦」 - Machigai darake no daisakusen                                                 | 30 dicembre 1982  |                  |
| 43                             | Il sogno animato 「いつか王子さまが」 - Itsuka ōji-sama ga                                                                  | 6 gennaio 1983    |                  |
| 44                             | L'angelo annunciatore 「天使が降りてきた」 - Tenshi ga oritekita                                                            | 13 gennaio 1983   |                  |
| 45                             | Addio ciondolo magico 「魔法の消えた日」 - Mahō no kieta nichi                                                              | 20 gennaio 1983   |                  |
| 46                             | Il sogno si avvera 「夢のフェナリナーサ」 - Yume no Fenarinasa                                                              | 27 gennaio 1983   |                  |
| 47                             | Graffiti (parte I) 「ＭＩＮＫＹ ＭＯＭＯ ＧＲＡＦＥＴＹ ｐａｒｔ-１」 - MINKY MOMO GRAFETY part-1                           | 3 febbraio 1983   |                  |
| 48                             | Graffiti (parte II) 「ＭＩＮＫＹ ＭＯＭＯ ＧＲＡＦＥＴＹ ｐａｒｔ-２」 - MINKY MOMO GRAFETY part-2                          | 10 febbraio 1983  |                  |
| 49                             | Gigì torna in azione 「桃とモモの謎」 - Momo to Momo no nazo                                                                | 17 febbraio 1983  |                  |
| 50                             | Mia cara Biancaneve 「リンゴに御用心」 - Ringo ni goyōjin                                                                   | 24 febbraio 1983  |                  |
| 51                             | Addio ad un grande attore 「ラストアクション」 - Rasuto akushon                                                             | 3 marzo 1983      |                  |
| 52                             | Amore di madre 「モチャーとペンギン」 - Mocha to pengin                                                                     | 10 marzo 1983     |                  |
| 53                             | Il treno nella prateria 「お花畑を走る汽車」 - O hanahata wo hashiru kisha                                                  | 17 marzo 1983     | 1991             |
| 54                             | Il volo sull'albatross 「飛べアルバトロス号」 - Tobe arubatorosu gō                                                         | 24 marzo 1983     |                  |
| 55                             | Anche le regine hanno un cuore 「愛・アップルでもう一度」 - Ai appuru de mō ichido                                          | 31 marzo 1983     |                  |
| 56                             | La piccola Sybil 「木もれ陽の少女」 - Ki more yō no shōjo                                                                   | 7 aprile 1983     |                  |
| 57                             | Il velivolo a pedali 「人力飛行機ラプソディー」 - Jinrikihikōki rapusodi                                                    | 14 aprile 1983    |                  |
| 58                             | La sera del concerto 「ペテン師のノクターン」 - Peten-shi no nokutan                                                        | 21 aprile 1983    |                  |
| 59                             | La leggenda delle fate 「ある街角の伝説」 - Aru machikado no densetsu                                                       | 28 aprile 1983    |                  |
| 60                             | Viaggio nel passato 「時は愛のゆりかご」 - Toki wa ai no yurikago                                                           | 5 maggio 1983     |                  |
| 61                             | Le mele della regina cattiva 「愛・アップルよ永遠に」 - Ai appuru yo eien ni                                                | 12 maggio 1983    |                  |
| 62                             | Il male in agguato 「しのびよる影」 - Shinobiyoru kage                                                                      | 19 maggio 1983    |                  |
| 63                             | La sconfitta del male 「さよならは言わないで」 - Sayonara wa iwanaide – "Non dirmi addio"                                   | 26 maggio 1983    |                  |
| Seconda serie (62 + 3 episodi) | |                   |                  |
| 1                              | Ben arrivata Gigì 「ハロー、ミンキーモモ」 - Haro, Minkī Momo – "Hello, Minky Momo"                                         | 2 ottobre 1991    | 5 giugno 1995    |
| 2                              | Le fatine 「公園のともだち」 - Kōen no tomodachi                                                                            | 9 ottobre 1991    |                  |
| 3                              | Nostalgia dell'Africa 「アニマル大作戦」 - Animaru daisakusen                                                               | 16 ottobre 1991   |                  |
| 4                              | Il paradiso dei dinosauri 「ここ掘れ、恐竜！」 - Koko hore, kyōryū!                                                         | 23 ottobre 1991   |                  |
| 5                              | Milleslurpmania 「おかしなおかしなお菓子の国」 - Okashina okashina okashi no kuni                                           | 30 ottobre 1991   |                  |
| 6                              | Videogame che passione 「勇者が消えた！？」 - Yūsha ga kieta!?                                                              | 6 novembre 1991   |                  |
| 7                              | Concerto d'amore 「雪の中のコンサート」 - Yuki no naka no konsato                                                           | 20 novembre 1991  |                  |
| 8                              | Le talpe 「モグラとうまくやるゴルフ」 - Mogura tōmakuyaru gorufu                                                            | 27 novembre 1991  |                  |
| 9                              | La casa nella prateria 「ビデオでレンタル、大平原」 - Bideo de rentaru, daiheigen                                           | 4 dicembre 1991   |                  |
| 10                             | La scrittrice 「眠らせてお願い！」 - Nemurasete o negai!                                                                    | 11 dicembre 1991  |                  |
| 11                             | Un alieno per amico 「サンタが空からふってきた」 - Santa ga sora kara futtekita                                             | 18 dicembre 1991  |                  |
| 12                             | Un natale meraviglioso 「凍らせないで！」 - Koorasenaide!                                                                   | 8 gennaio 1992    |                  |
| 13                             | Libertà! Libertà! 「雪のお城の戦士たち」 - Yuki no oshiro no senshi-tachi                                                   | 15 gennaio 1992   |                  |
| 14                             | Lieto fine 「昔々のモーニングコール」 - Mukashi mukashi no moningukoru                                                      | 22 gennaio 1992   |                  |
| 15                             | Il ninja 「ニンジャ出現！忍びのモモ」 - Ninja shutsugen! Shinobi no momo                                                    | 29 gennaio 1992   |                  |
| 16                             | Cenerentola 「シンデレラパニック」 - Shinderera panikku                                                                     | 5 febbraio 1992   |                  |
| 17                             | Triangolo di ghiaccio 「トライアングルフェスティバル」 - Toraianguru fesutibaru                                             | 12 febbraio 1992  |                  |
| 18                             | Doppia coppia 「買い物へ行こう」 - Kaimono he ikou                                                                          | 19 febbraio 1992  |                  |
| 19                             | Banchetto al chiaro di luna 「魔女の魔法はそろばんずく」 - Majo no mahō hasorobanzuku                                       | 26 febbraio 1992  |                  |
| 20                             | Un angelo bianco 「看護婦さんは大忙し」 - Kangofu-san wa ooisogashi                                                         | 4 marzo 1992      |                  |
| 21                             | Un giornalista d'eccezione 「フォーカス？見られた変身」 - Fokasu? Mirareta henshin                                          | 11 marzo 1992     |                  |
| 22                             | Sogni d'oro 「ＧＯ！ＧＯ！チアガール」 - GO! GO! Chiagaru                                                                   | 18 marzo 1992     |                  |
| 23                             | Selvaggio west 「ドッチシティーの決闘」 - Docchishiti no kettō                                                              | 25 marzo 1992     |                  |
| 24                             | Il profumo dei sogni 「夢見る花束」 - Yumemiru hanataba                                                                     | 1º aprile 1992    |                  |
| 25                             | L'anniversario di nozze 「あぶない結婚記念日」 - Abunai kekkonkinenbi                                                       | 8 aprile 1992     |                  |
| 26                             | Il re coniglio 「踊る大ウサギ」 - Odoru ō usagi                                                                             | 15 aprile 1992    |                  |
| 27                             | La bambola robot 「笑ってチェリードール」 - Waratte chieridoru                                                              | 22 aprile 1992    |                  |
| 28                             | L'isola deserta 「サバイバルでいこう！」 - Sabaibaru deikō!                                                                 | 29 aprile 1992    |                  |
| 29                             | Il vaso scomparso 「怪盗ウグイスパンを追え！」 - Kaitō uguisupan wo oe!                                                     | 6 maggio 1992     |                  |
| 30                             | Piccola strega 「魔女になりたい」 - Majo ni naritai                                                                         | 13 maggio 1992    |                  |
| 31                             | Una dura prova 「モモのホテルは星いくつ！？」 - Momo no hoteru wa hoshi ikutsu!?                                            | 20 maggio 1992    |                  |
| 32                             | Il supereroe 「スーパーマント登場！」 - Supamanto tōjō!                                                                     | 27 maggio 1992    |                  |
| 33                             | Combattimento di robot 「発進！ミンキーロボ」 - Hasshin! Minki Robo                                                         | 3 giugno 1992     |                  |
| 34                             | Il genio del vasetto 「いたずら妖精パニック」 - Itazura yōsei panikku                                                       | 10 giugno 1992    |                  |
| 35                             | Scontro fra generazioni 「いつもどこかで」 - Itsumo dokoka de                                                               | 17 giugno 1992    |                  |
| 36                             | Le grandi partenze 「レジェンドイン最後の日」 - Rejendo in saigo no nichi                                                   | 24 giugno 1992    |                  |
| 37                             | Buona fortuna Gigì 「どうなるどうするミンキーモモ」 - Dōnaru dōsuru Minki Momo                                              | 1º luglio 1992    |                  |
| 38                             | La nuova abitazione 「ようこそニューハウス」 - Yōkoso nyuhausu                                                              | 8 luglio 1992     |                  |
| 39                             | Gigì e Gigì 「モモとモモ」 - Momo to Momo                                                                                   | 15 luglio 1992    |                  |
| 40                             | Il carnevale dell'horror 「もんもんモンスター」 - Monmon monsuta                                                            | 22 luglio 1992    |                  |
| 41                             | Il mondo dei bambini cattivi 「悪い子の国で大冒険」 - Warui ko no kuni de daibōken                                          | 29 luglio 1992    |                  |
| 42                             | Il principe e la sirena 「ナイショの海の人魚伝説」 - Naisho no umi no ningyo densetsu                                       | 5 agosto 1992     |                  |
| 43                             | Mangia il mio incubo! 「夢の中から⋯ ＳＯＳ」 - Yume no naka kara… SOS                                                       | 12 agosto 1992    |                  |
| 44                             | Spirito di un albero 「北の国の伝説」 - Kita no kuni no densetsu                                                            | 19 agosto 1992    |                  |
| 45                             | Gli anelli misteriosi 「天才になろう！」 - Tensai ni narō!                                                                  | 26 agosto 1992    |                  |
| 46                             | Guerra sulle isole 「間違いだらけの神様」 - Machigai darake no kamisama                                                     | 2 settembre 1992  |                  |
| 47                             | Salvate le carote 「ニンジンを我らに！」 - Ninjin wo warera ni!                                                             | 9 settembre 1992  |                  |
| 48                             | Neo sposi 「赤ちゃんがほしい！？」 - Akachan ga hoshii!?                                                                    | 16 settembre 1992 |                  |
| 49                             | L'affascinante mondo della magia 「魔女っ子スターウォーズ！？」 - Majokko Suta Uozu!?                                       | 23 settembre 1992 |                  |
| 50                             | L'uomo dei sogni 「しあわせワッショイ」 - Shiawase wasshoi                                                                  | 30 settembre 1992 |                  |
| 51                             | Volo di farfalle 「ばたばたバタフライ！」 - Batabata batafurai!                                                             | 7 ottobre 1992    |                  |
| 52                             | Salvataggi pericolosi 「出動！おたすけ隊」 - Shutsudō! Otasuketai                                                           | 14 ottobre 1992   |                  |
| 53                             | Sogni e cartoni 「走れ夢列車」 - Hashire yume ressha                                                                        | 21 ottobre 1992   |                  |
| 54                             | Il tesoro del pirata 「海賊トパーズの宝物」 - Kaizoku topazu no takaramono                                                  | 28 ottobre 1992   |                  |
| 55                             | Lacrime e sogni 「悪夢のお願い」 - Akumu no onegai                                                                          | 4 novembre 1992   |                  |
| 56                             | Dolci sogni 「オールスター！歌のアルバム」 - Oru suta! Uta no arubamu                                                       | 11 novembre 1992  |                  |
| 57                             | Credere in un futuro 「冷たくしないで」 - Tsumetaku shinaide                                                                | 18 novembre 1992  |                  |
| 58                             | Un altro mondo 「ふしぎなふしぎな映画館」 - Fushigina fushigina eigakan                                                     | 25 novembre 1992  |                  |
| 59                             | Fantasticando e sognando 「夢に唄えば」 - Yume ni utaeba                                                                    | 2 dicembre 1992   |                  |
| 60                             | Il sogno continua 「夢の彼方に」 - Yume no kanata ni                                                                        | 9 dicembre 1992   |                  |
| 61                             | La tragedia dei rifiuti 「燃えよ！スクラップ！？」 - Moe yo! Sukurappu!?                                                    | 16 dicembre 1992  |                  |
| 62                             | Nel tuo cuore 「いつか、あなたと」 - Itsuka, anata to                                                                       | 23 dicembre 1992  |                  |
| SP 1                           | S.O.S. dalla colonia 「ＳＯＳ！マリンナーサ」 - SOS! Marinnāsa                                                              | home video        |                  |
| SP 2                           | I compagni di classe di Gigì 「モモ学校へ行く」 - Momo gakkō he iku                                                         | home video        |                  |
| SP 3                           | Stella dei desideri 「星に願いを」 - Hoshi ni negai wo                                                                      | home video        | 9 agosto 1995    |

### Sigle
La sigla italiana nelle trasmissioni prima degli anni novanta, scritta da Haim Saban e Ciro Dammicco con la musica di Shuki Levy, è cantata da Jehan Agrama e i Sorrisi, mentre quella usata dopo, scritta da Alessandra Valeri Manera con la musica di Carmelo Carucci, è interpretata da Cristina D'Avena; anche quella della seconda serie è interpretata dalla D'Avena. Tutte e tre le sigle presentano un arrangiamento completamente diverso dalle originali e vengono usate sia in apertura che in chiusura. Nel 2023, la serie è tornata in onda su Contactoons, trasmissione televisiva all'interno della syndication Universe con la nuova sigla italiana cantata da Santo Verduci, intitolata Gigì, la principessa dei sogni (testo: Santo Verduci - Musica: Santo Verduci - Salvatore Arcadipane) 
Sigla di apertura
- Love Love Minky Momo (ラブ・ラブ・ミンキーモモ?), di Mami Koyama (prima serie)
- Yumemiru Heart (夢見るハート?), di Manami Komori (seconda serie; ep. 1-37)
- Yume wo dakishimete (夢を抱きしめて?), di Megumi Hayashibara (seconda serie; ep. 38-65)

Sigla di chiusura
- Minky sutekki Dreamin-pa (ミンキーステッキドリミンパ?), di Mami Koyama (prima serie)
- Dabadaba Fallin'Love (ダバダバＦａｌｌｉｎ'Ｌｏｖｅ?), di Manami Komori (seconda serie; ep. 1-37)
- Suki yori daisuki Minky Smile! (好きより大好きミンキースマイル！?), di Megumi Hayashibara (seconda serie; ep. 38-64)
- Yakusoku (約束?), di Ritsuko Okazaki (seconda serie; ep. 65)

Sigla di apertura e di chiusura italiana
- Il magico mondo di Gigì, cantata da Jehan Agrama e i Sorrisi (prima serie; edizione 1983)
- Benvenuta Gigì, di Cristina D'Avena (prima serie; edizione 1990)
- Tanto tempo fa Gigì, di Cristina D'Avena (seconda serie)
- Gigì, la principessa dei sogni di Santo Verduci (prima serie; edizione 2023)

### OAV
Oltre alla serie televisiva sono stati prodotti 3 OAV, uno dedicato alla prima serie e due alla seconda. Minky Momo inoltre compare in Mahō no tenshi Creamy Mami VS Mahō no princess Minky Momo: Gekijō no daikessen (魔法の天使クリィミーマミＶＳ魔法のプリンセスミンキーモモ 劇場の大決戦?), un corto uscito il 15 giugno 1985 in cui appare al fianco di Creamy Mami della serie L'incantevole Creamy.
Il primo, intitolato Il magico mondo di Gigì - Viaggio nell'isola senza tempo (魔法のプリンセスミンキーモモ 夢の中の輪舞?, Mahō no purinsesu Minkī Momo: Yume no naka no rondo), è uscito il 3 agosto 1985 ed è legato alla prima serie. La sigla di apertura è Organ wo tomenaide (オルゴールを止めないで?), quella di chiusura è Yume no naka no rondo (夢の中の輪舞‐ロンド‐?), entrambe di Mariko Shiga. In Italia è stato trasmesso il 6 gennaio 1989.
Il secondo, intitolato Minky Momo Hitomi no Constellation Song Special ( (魔法のプリンセス ミンキーモモ 瞳の星座 ミンキーモモSONGスペシャル?), è uscito il 21 gennaio 1987 come sintesi musicale della prima serie, tra immagini montate sulle canzoni e sequenze originali.
Il terzo, intitolato MINKY MOMO IN Yume ni kakeru hashi (ＭＩＮＫＹ ＭＯＭＯ ＩＮ 夢にかける橋?), è uscito il 21 maggio 1993 ed è legato alla seconda serie. In Italia è inedito.
Il quarto, intitolato MINKY MOMO IN Tabidachi no eki (ＭＩＮＫＹ ＭＯＭＯ ＩＮ 旅だちの駅?), è uscito il 22 giugno 1994 ed è legato alla seconda serie. La sigla di chiusura è Bon Voyage! di Megumi Hayashibara. In Italia è inedito.

## Libri e romanzi
1. Mahō no princess Minky Momo 1 - Stewardess ni henshin (魔法のプリンセスミンキーモモ１ スチュワーデスにへんしん！?), Hikari no kuni, 1982.
2. Mahō no princess Minky Momo 1 - Hitoribocchi no unicorn (魔法のプリンセスミンキーモモ１ ひとりぼっちのユニコーン?), Shogakukan, 1982.
3. Mahō no princess Minky Momo 2 - Chitei no kuni no jungle (魔法のプリンセスミンキーモモ２ ちていのくにのジャングル?), Shogakukan, 1982.
4. Mahō no princess Minky Momo 3 - Yuki no sei no Sara (魔法のプリンセスミンキーモモ３ 雪のせいのサラ?), Shogakukan, 1982.
5. PEACH BOOK Itsuka kitto (ＰＥＡＣＨ ＢＯＯＫ いつかきっと?), Tokuma Shoten, 1983.
6. Roman album: Mahō no princess Minky Momo (ロマンアルバム 魔法のプリンセスミンキーモモ?), Tokuma Shoten, 1983.
7. Mahō no princess Minky Momo (魔法のプリンセスミンキーモモ?), Laporte, 1983.
8. Mahō no princess Minky Momo No. 2 (魔法のプリンセスミンキーモモＮｏ. ２?), Laporte, 1983.
9. Sore kara no Momo (それからのモモ?), Tokuma Shoten, 1984.
10. Mahō no princess Minky Momo: Yume no naka no rondo (魔法のプリンセスミンキーモモ 夢の中の輪舞?), Tokuma Shoten, 1985.
11. Mahō no princess Minky Momo THIS IS ANIMATION SPECIAL (魔法のプリンセスミンキーモモ ＴＨＩＳ ＩＳ ＡＮＩＭＡＴＩＯＮ ＳＰＥＣＩＡＬ?), Shogakukan, 1992.
12. Roman album: Mahō no princess Minky Momo (ロマンアルバム 魔法のプリンセスミンキーモモ?), Tokuma Shoten, 1994.

## Videogiochi
| Nº | Titolo videogioco                                                                                          | Piattaforma     | Data uscita    |
| -- | --- | --------------- | -------------- |
| 1  | Minky Momo no panic ball (ミンキーモモのパニックボール?)                                                   | PC-8801         | 1985           |
| 2  | Mahō no princess Minky Momo: Remember Dream (魔法のプリンセスミンキーモモ リメンバードリーム?)             | Family Computer | 29 luglio 1992 |
| 3  | Mahō no princess Minky Momo: FANTASTIC WORLD (魔法のプリンセスミンキーモモ ＦＡＮＴＡＳＴＩＣ ＷＯＲＬＤ?) | PC-9801         | 1995           |
| 4  | Minky Momo Maniacs                                                                                         |                 | 1995           |
| 5  | Mahō no princess Minky Momo - Megumi Hayashibara (魔法のプリンセスミンキーモモ 林原めぐみ?)                | PC              | 1997           |
| 6  | CR Mahō no princess Minky Momo (ＣＲ魔法のプリンセスミンキーモモ?)                                         |                 | 2004           |

## Musical
Per celebrare il 30º anniversario della serie, dal 29 aprile al 5 maggio 2010 al Ikebukuro Sunshine Theatre di Tokyo, è stato messo in scena un musical intitolato Minky Momo: Kagami no kuni no princess (ミンキーモモ 鏡の国のプリンセス?), basato sull'opera.

## Trasmissioni e adattamenti nel mondo
L'anime è stato trasmesso, oltre che in Giappone e in Italia, anche in diversi Paesi in tutto il mondo. Nel 1982 la Harmony Gold ha acquistato i diritti di distribuzione nei Paesi anglofoni dei primi 52 episodi della serie. L'adattamento in lingua inglese è uscito in home video nel 1987 col titolo Gigi and the Fountain of Youth.
| Stato          | Canale/i televisivo                                              | Data prima TV                                                                    | Titolo                                |
| -------------- | ---------------------------------------------------------------- | -------------------------------------------------------------------------------- | ------------------------------------- |
| Arabia Saudita |                                                                  |                                                                                  | Mughamarat hunayn (مغامرات حنين)      |
| Argentina      | Canal 9 Libertad                                                 |                                                                                  | Las Aventuras de Gigi                 |
| Australia      | Network Ten                                                      |                                                                                  | The Magical World of Gigi             |
| Brasile        |                                                                  | 1987                                                                             | Gigi e a Fonte da Juventude           |
| Corea del Sud  | KBS 2TV, KBS 1TV (1ª serie) Seoul Broadcasting System (2ª serie) | 25 marzo 1983 – 17 maggio 1984 (1ª serie) 18 marzo – 3 settembre 1993 (2ª serie) | Yosul gongju Ming-ki (요술공주 밍키?) |
| Francia        | TF1                                                              | 11 aprile 1984                                                                   | Gigi                                  |
| Indonesia      | TVRI, Spacetoon, RCTI, MNCTV, Trans7, tvOne                      |                                                                                  | The Adventure of Gigi / Minky Momo    |
| Malaysia       | RTM2                                                             |                                                                                  | The Magical World of Gigi             |
| Messico        | XHGC-TV, Televisa Canal 9                                        | 1985                                                                             | Las Aventuras de Gigi                 |
| Perù           | América Televisión                                               |                                                                                  | Las Aventuras de Gigi                 |
| Polonia        |                                                                  |                                                                                  | Gigi i fontanna młodości              |
| Spagna         | TVE1                                                             | 1986                                                                             | La Mágica mundo de Amai Cuz           |
| Portogallo     | Europa Television, RTP1                                          | 1985                                                                             | Gigi e a Fonte da Juventude           |
| Russia         |                                                                  |                                                                                  | Принцесса-волшебница Минки Момо       |
| Spagna         | Telecinco                                                        | 1991                                                                             | Las aventuras de Gigi                 |
| Taiwan         |                                                                  |                                                                                  | Tián tián xiānzǐ (甜甜仙子S)          |
| Venezuela      | Venezolana de Televisión, Venevisión                             |                                                                                  | Las Aventuras de Gigi                 |

## Riferimenti e influenze su altre opere
- Nell'episodio 11 "La principessa gattina" Gigì si trova a Londra per un concorso di gatti, dove conosce Harry, un gatto che è stato separato da sua sorella Rosemary (in realtà non è sua sorella di sangue, e lui ha un debole per lei) dalla loro padrona per via di un malinteso. La missione di Gigì è quella di farli riunire, per questo simula un rapimento di Rosemary per farla poi salvare da Harry (e fargli fare buona impressione sulla sua ex-padrona), tuttavia Rosemary viene rapita per davvero da due ladri veri, e Harry per salvarla si mette in cima alla macchina di Gigì e chiama a raduno tutti i gatti della zona (chiaro riferimento a La carica dei 101, sempre ambientato a Londra dove Pongo per far ritrovare i suoi figli rapiti si mette in cima a una collina e manda un messaggio a tutti i cani del quartiere). Inoltre nello stesso episodio si può intravedere per alcuni secondi tra la folla dei gatti in procinto di attaccare i ladri Spank, il cane della nota serie animata giapponese Hello Spank.
- L'episodio 42 è una parodia del film Il Dottor Stranamore.
- Gli animali delle due Gigì sono un cane, una scimmia ed un uccello come i compagni di Momotaro (tra l'altro, il nome originale di Gigì è Minky Momo, dove momo in giapponese significa pesca, difatti il nome Momotaro può essere tradotto in ragazzo pesca).
- Nell'episodio 38 "La tragedia di Bella" della serie animata di Ken il guerriero, Ken, Rei e Mamiya soccorrono un vecchio e una bambina: quest'ultima è identica alla Principessa Gigì.
- In uno dei primi episodi de I Cavalieri dello zodiaco si può scorgere Gigì tra gli spettatori che assistono ad un duello.